# 中和站 (黄海北道)
中和站（朝鲜语：／ Chunghwa yŏk */?）是位于朝鮮民主主義人民共和國黄海北道中和郡的一個鐵路車站。1906年隨京義線通車啟用。

## 邻近车站
力浦站 - 中和站 - 黑桥站